# Hitman: Codename 47
『Hitman: Codename 47』（ヒットマン：コードネーム47）は、IO Interactiveより2000年11月21日に発売されたステルス性重視のサードパーソン・シューティングゲームである。HITMANシリーズの第1作目。販売はアイドスが担当し、PC用ゲームとしてウィンドウズ版がリリースされた。
プレーヤーは、謎の実験施設から脱走し、秘密機関ICAに雇われた暗殺者エージェント47を操作し、組織より依頼された暗殺任務を行っていく。任務の達成方法は複数用意されており、どのように達成するかがプレーヤーに委ねられている特徴がある。

## ゲーム内容
『Hitman』は三人称視点のシューティングゲーム（サードパーソン・シューティングゲーム）であるが、プレーヤーができるのは方向転換と射撃、前進に限られているため、操作面では実質的には一人称シューティングと変わらない。プレーヤーは暗殺者47を操作し、一部例外があるものの、秘密組織ICAに依頼された暗殺任務を行っていく。各ステージは民間人や武装警備員などのNPCがいる箱庭型の環境であり、自由に散策できる。本作の特徴は、どのような方法でミッションをクリアするかがプレーヤーに委ねられていることであり、正面から突入して銃撃戦によって標的を殺すというような従来のサードパーソン・シューティングのような方法も可能だが、敵や警備に見つかることなく、密かに暗殺するというやり方も可能である。ゲームの目的としてはステルス（隠密）とサイレントキルが推奨され、また標的以外は殺害しないことも望まれている。これらの達成度に応じてクリア後により高い金銭的な報酬が得られ、その報酬を元手に武器や弾薬を購入することができる。
もう1つの特徴が変装のシステムであり、47はNPCの殺害などを通してその服を奪い、変装することが可能である。例えば通常の服装では入ると警戒され攻撃を受けてしまうエリアであっても、警備員に変装することで怪しまれずに行動ができる。ただし、殺害して服を奪った場合に、その死体が発見されると、変装がバレてしまうなどの制限がある。また、足音などの物音でNPCの注意をひきつけてしまい、警戒されることもあり、スニーク移動で気づかれずに行動するということも可能である。

## プロット
何らかの病院の一室と見られる場所で後頭部にバーコードが入った禿頭の男が目を覚ます。彼は自分が誰なのか、どうしてここにいるかは思い出せない。スピーカーからは「父」と名乗る謎の男の声がし、彼は禿頭の男を「被験者47番」と呼ぶ。その後、47番と呼ばれた男は、スピーカーの男の指示に従って、身体能力、銃器の扱い、暗殺術のトレーニングを行い、最後にはこれらスキルを用いて警備員を殺害し、その服を奪って警備員になりすますと病院から脱走を果たす。1年後、47は様々な暗殺を請け負う国際的な秘密組織「ICA」に雇われ、「エージェント47」のコードネームを与えられる。そして、47の担当になったというオペレーターの女性ダイアナ・バーンウッドより、組織との契約に関する説明を受ける。
以降、47は組織からの依頼という形で世界各地に赴き、数々の暗殺を行っていく。香港では同地のチャイニーズ・マフィア同士で抗争を引き起こさせ、それに紛れて三合会（トライアド）の有力ボスであるリー・ホンを暗殺する。コロンビアではコカインを扱う麻薬王で人身売買も行っているパブロ・ベリサリオ・オシェを暗殺する。続いてブダペストでは国際会議の場で爆弾テロを計画していた国際テロリストのフランツ・フックスを、ロッテルダムでは過激派に旧ソ連の核爆弾を売ろうとしていた武器商人のアルカディフ・ジェゴロフをそれぞれ暗殺する。一連の任務の中で47は、オルトマイヤー教授という男の存在や、一見無関係に見えた4人の標的達が彼と関わりがあったこと、更には自分の出自にも何か関連していることを知る。
間もなくしてダイアナからの連絡で、標的達が4人ともベトナム戦争時代にフランス外人部隊に所属していたことと、更に各暗殺の依頼主が実は同一人物であったことが判明する。本来ICAには権力に加担しない規則が存在するのだが、この謎の依頼主はICAに対して強い影響力を有しており、再び同じ依頼主からの暗殺依頼が出される。ICAはこの人物からの依頼を受けるのはこれを最後とした上で、依頼主の強い要望に従い47に任務を担当させた。標的の居場所はまさに47が最初に脱走したルーマニアの病院であった。病院に潜入した47はいつものように標的を暗殺するが、その間際に、相手が自分の幼年時代に人体実験をしてきた人物の一人であることを思い出す。謎の依頼主の正体はこの病院の院長オルトマイヤーであり、彼の罠により病院に特殊部隊が突入してくる。オルトマイヤーは優秀な遺伝子によるクローン人間を作り出す研究をしており、47が暗殺した4人はそのDNAを提供した人物達で、47こそがその研究から生み出されたクローン人間であった。オルトマイヤーはわざと47を逃亡させ、秘密を知る4人の暗殺と共に、それを通して自分の作り出したクローンの性能調査を行っていた。
特殊部隊の襲撃を切り抜けた47はCIAエージェントの助けを借りて、病院地下のオルトマイヤーの秘密研究所に侵入する。オルトマイヤーは、47のデータを踏まえ更に強化して自我も失わせた「被検体48」と呼ぶクローンのチームで迎え撃とうとする。しかし47は返り討ちにし、最後に48を装ってオルトマイヤーに近づく。追い詰められ、ようやくそれが47だと知ったオルトマイヤーは「自分の息子」を識別できなかったことを後悔し、47の手で殺されることを受け入れ、47は彼の首の骨を折って暗殺する。

## 開発
本作はラグドール物理を用いて製作された初期のゲームの1作である。布や葉の物理的なモデリングも使用されていた。

## 評価
レビュー集計サイトのMetacriticでは、「賛否両論または平均」とされている。Next Generation誌のJim PrestonはPC版のレビューを行い5つ星中3つとし、「酷い欠陥があるにもかかわらず、寛容なゲーマーであれば楽しめる名作（masterpiece）である」と評した。
本作はイギリスで1バージョンで10万本以上の売上を達成した記念に贈られるELSPAの「銀賞」を受賞している。また、2009年4月にスクウェア・エニックスは本作が全世界で50万本を突破したことを発表している。